# 今隈駅
今隈駅（いまぐまえき）は、福岡県小郡市山隈にある甘木鉄道甘木線の駅。甘木鉄道で最も新しい駅である。

## 歴史
- 2002年（平成14年）12月1日：甘木鉄道により開業[1][2]。西鉄バスの路線廃止に伴い設置された。

## 駅構造

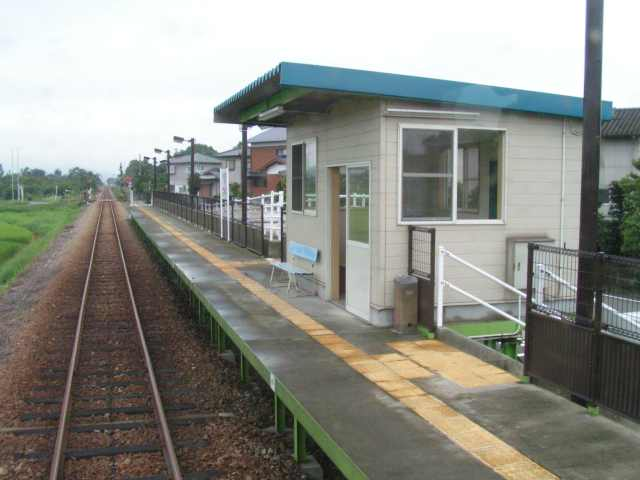
ホーム（2006年8月）

単式ホーム1面1線を有する地上駅。無人駅となっている。トイレは駅舎横にある。

## 利用状況
2008年度の1日平均乗車人員は125人である。
2015年度の1日平均乗車人員は89人である。
| 乗車人員推移 | 乗車人員推移 |
| 年度         | 1日平均人数  |
| ------------ | ------------ |
| 2008年       | 125          |
| 2009年       |              |
| 2010年       |              |
| 2011年       | 105          |
| 2012年       | 101          |
| 2013年       | 124          |
| 2014年       | 106          |
| 2015年       | 89           |
| 2016年       | 95           |
| 2017年       | 125          |
| 2018年       | 113          |

## 駅周辺
- 国道500号
- 大分自動車道筑後小郡インターチェンジ
- スーパーセンターTRIAL大刀洗店
- コストコ小郡倉庫店

TRIALができる前までは、周辺住民以外の利用者は殆どいなかった。

## バス路線
- 小郡市コミュニティバス：上岩田・文化会館・市役所方面あすてらす行の乗り場があったが、廃止された。

現在はバス路線はない。

## その他
- 線内の今隈駅、西太刀洗駅、山隈駅はいずれも「山隈」地区に存在するが、3駅とも所属自治体が異なっている。

## 隣の駅
甘木鉄道
■甘木線
松崎駅 - 今隈駅 - 西太刀洗駅